# 하나이 미하루
하나이 미하루(일본어: 花井 美春 はない みはる[*], 1998년 2월 8일 ~)는 일본의 성우. 홋카이도 출신. IAM AGENCY 소속.